# Bernardite
La bernardite è un minerale.